# Olle Rossander
Carl Olof Gert (Olle) Rossander, född 28 maj 1944, död 8 december 2014 i Oscars församling i Stockholm, var en svensk journalist.
Rossander arbetade som reporter på Sveriges Television, Dagens Eko, som reporter och chef för Dagens Nyheters ekonomiredaktion och som reporter och chefredaktör för Affärsvärlden. Han var under senare år flitigt förekommande som debattör och kommentator i Rapport, Aktuellt och Agenda i SVT och i Studio Ett i Sveriges Radio P1. Han gjorde sig känd som en debattör som ifrågasätter etablerade uppfattningar om ekonomin och finansvärlden. Rossander är begravd på Norra begravningsplatsen utanför Stockholm.

## Publikationer
- Badholmsboken (2010)
- Vilse i finanskriens labyrinter. (2009)
- Vitboken: Den korrumperade journalist(ik)en (2009)
- Det kidnappade kapitalet (2007)
- Lönsamma aktietips? Finns de? (2006)
- Syskongräl (2005)
- Bakom Skurkar och Skandaler (2004)
- Jobbet är att mata puman (2004)
- Fifflet Fuskarna Förtroendet (2004)
- Den lyckosamma krisen (Om Japan)(1998)
- Japanskt Ledarskap (1991)